# Witold Scazighino
Witold Scazighino (ur. 19 stycznia 1889, zm. 15 sierpnia 1965 w Montrealu) – polski inżynier, działacz Polskiego Radia w II Rzeczypospolitej.

## Życiorys
Urodził się 19 stycznia 1889 w Przewoźni w powiecie kałuskim Galicji. Kształcił się w Zakładzie Naukowo-Wychowawczego OO. Jezuitów w Bąkowicach pod Chyrowem, gdzie w 1907 ukończył VIII klasę i zdał egzamin dojrzałości. Ukończył studia w zakresie mechaniki na Politechnice Lwowskiej w 1907 oraz w zakresie elektrotechniki w Wiedniu w 1913. Uzyskał tytuł inżyniera.
Podczas I wojny światowej służył w oddziałach łączności c. i k. armii w stopniu nadporucznika, a później w szeregach Armii Polskiej we Francji. Po zakończeniu I wojny światowej w 1919 powrócił na ziemie polskie w 1919 i został przyjęty do Wojska Polskiego. W wojnie polsko-bolszewickiej z 1920 w stopniu porucznika był szefem radiotelegrafii w sztabie 1 Armii. Awansowany na stopień kapitana służył jako wykładowca w Obozie Szkolnym Wojsk Łączności w Zegrzu. Został zweryfikowany w stopniu kapitana rezerwy łączności ze starszeństwem z dniem 1 czerwca 1919. W 1923 był oficerem rezerwowym 1 Pułku Łączności, a w 1924, 1934 Pułku Radiotelegraficznego. 
Po odejściu z czynnej służby wojskowej w 1925 podjął pracę w Polskim Towarzystwie Radiotechnicznym, gdzie był kierownikiem pracowni doświadczalnej. W marcu 1924, w lipcu 1926, w maju 1928 był wybierany członkiem zarządu Stowarzyszenia Radiotechników Polskich. W późniejszych latach był związany ze Lwowem. W dekadzie lat 30. pracował w rozgłośni Polskiego Radia Lwów, którego był współtwórcą oraz pełnił stanowiska dyrektora technicznego, inżyniera dyżurnego, dyrektora naczelnego, dyrektora administracyjnego.
Po wybuchu II wojny światowej w 1939 przedostał się do Francji, następne do Wielkiej Brytanii. Od 1942 do 1945 był pracownikiem sekcji radiowej Ministerstwa Informacji rządu RP na uchodźstwie. Po zakończeniu wojny pozostał na emigracji zamieszkując w Londynie. Był zatrudniony w administracji „Dziennika Polskiego” oraz w londyńskim przedsiębiorstwie British Communication Corporation.
Zmarł 15 sierpnia 1965 w Montrealu.

## Rodzina i życie prywatne
Jego żoną była Bronisława z d. Halban (1901–1994), córka Alfreda i siostra Leona, z którą miał dwóch synów.